# Fotogenlampa

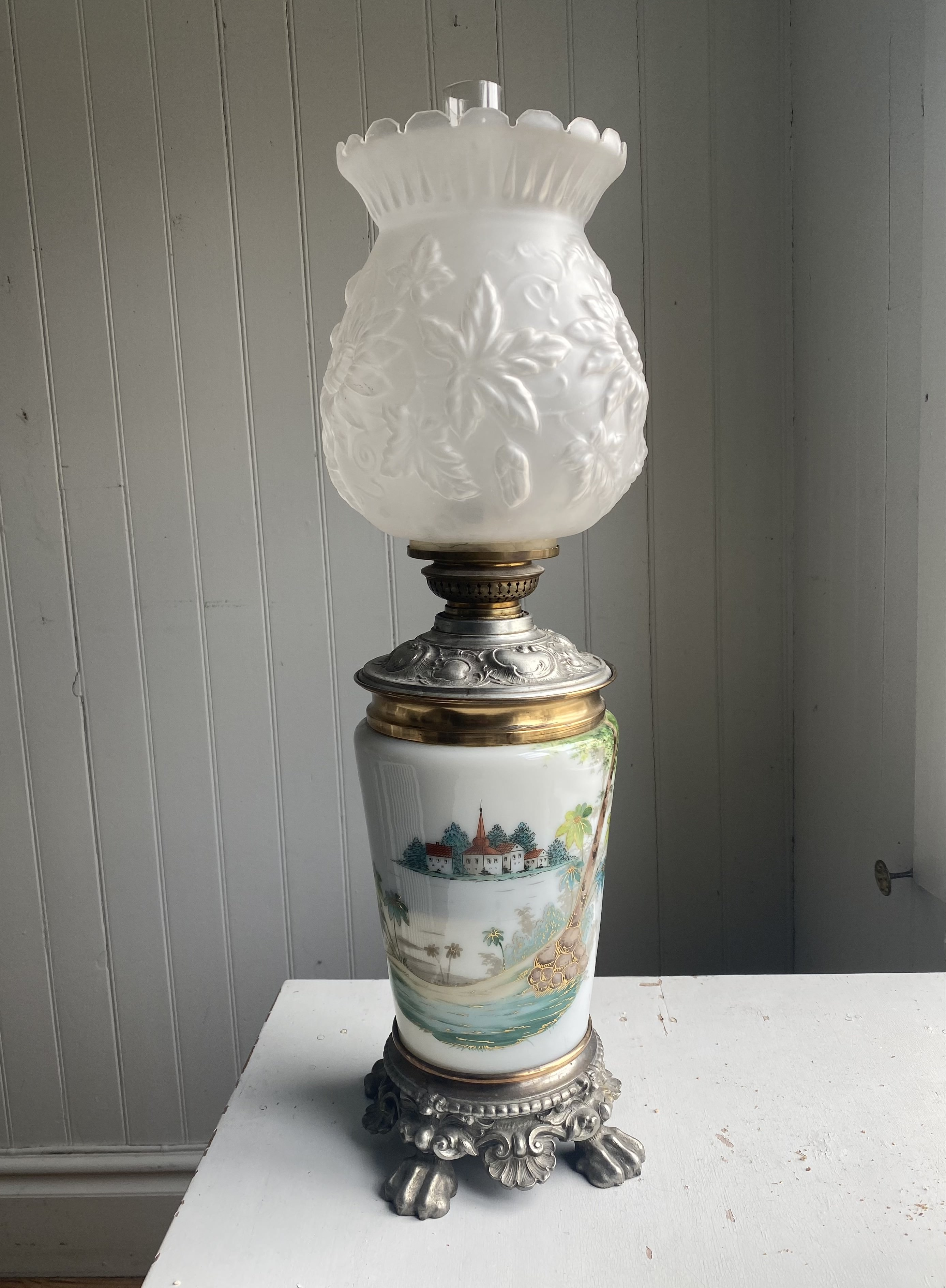
Bordsfotogenlampa med modellnummer 550A tillverkad av Karlskrona Lampfabrik, 1890-tal. Kupan i pressglas och foten bemålad i guld och starka färger med ett exotiskt landskap.

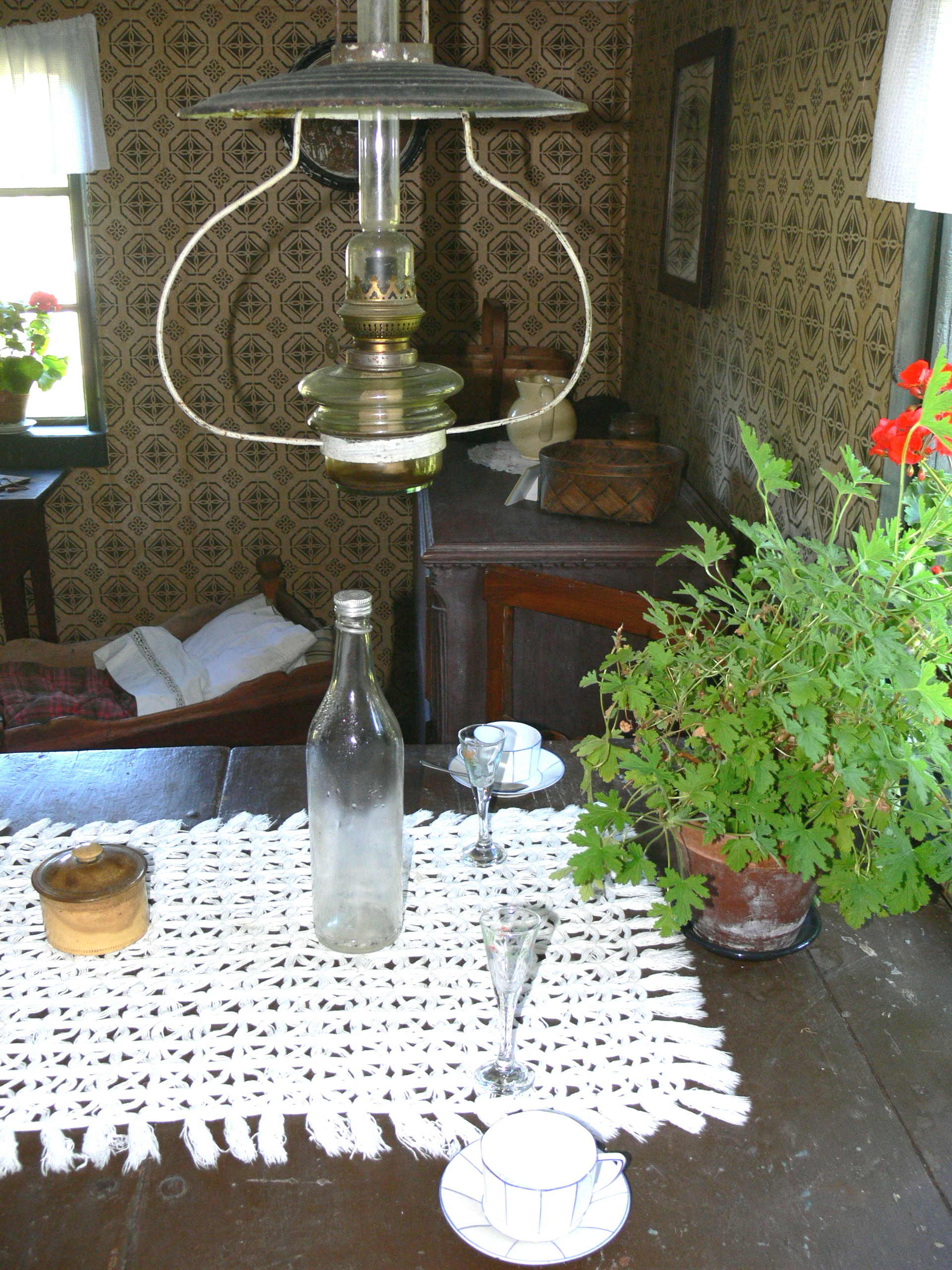
Takfotogenlampa med kosmosbrännare från 1800-talet i Bunge museum på Gotland. Denna typ av masstillverkade enklare modeller fick stor spridning.

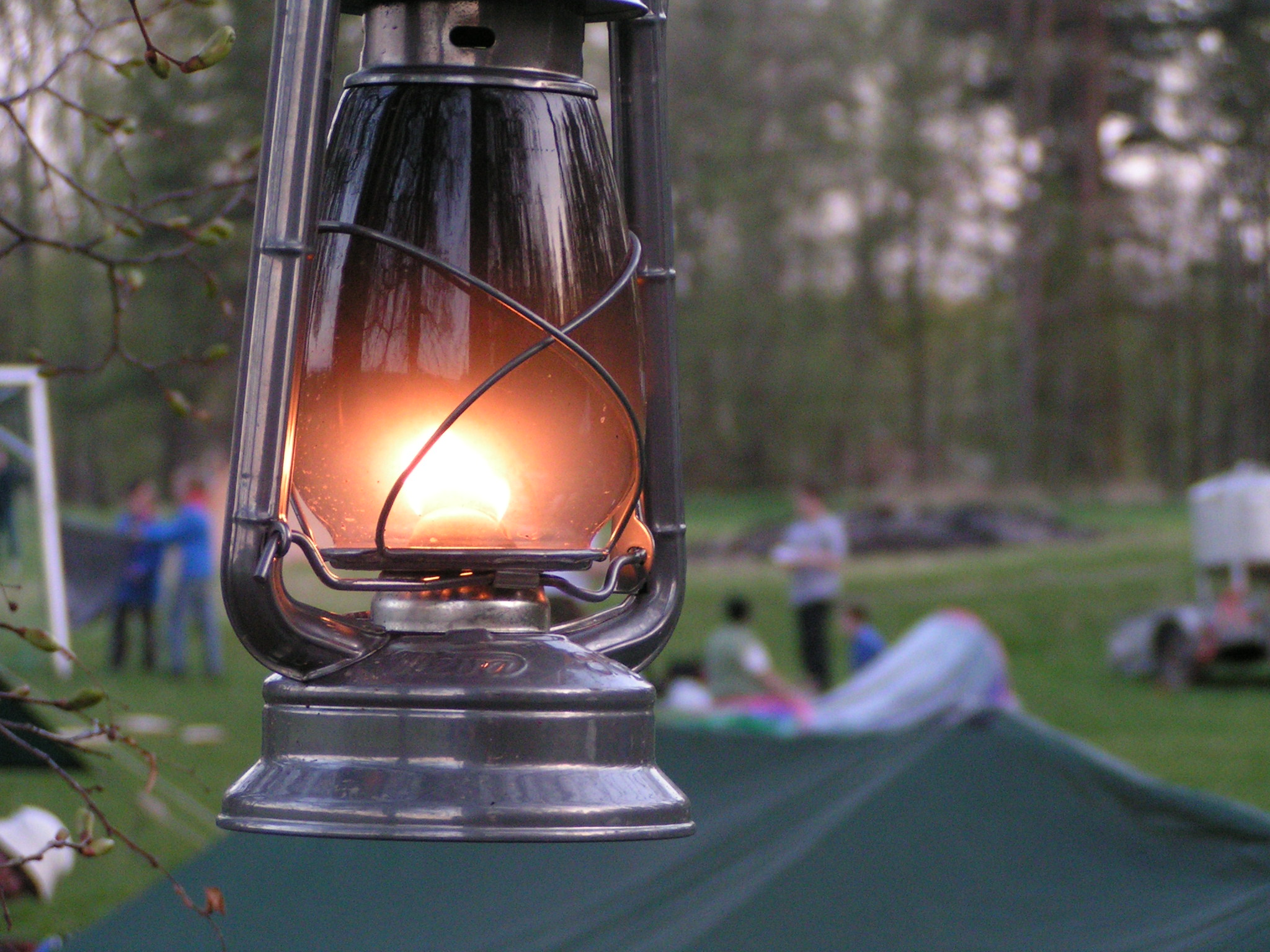
Fotogenlykta, Stormlykta Feuerhand, med flatbrännare utan tryck och med veke, på en scoutövernattning i Östergötland.

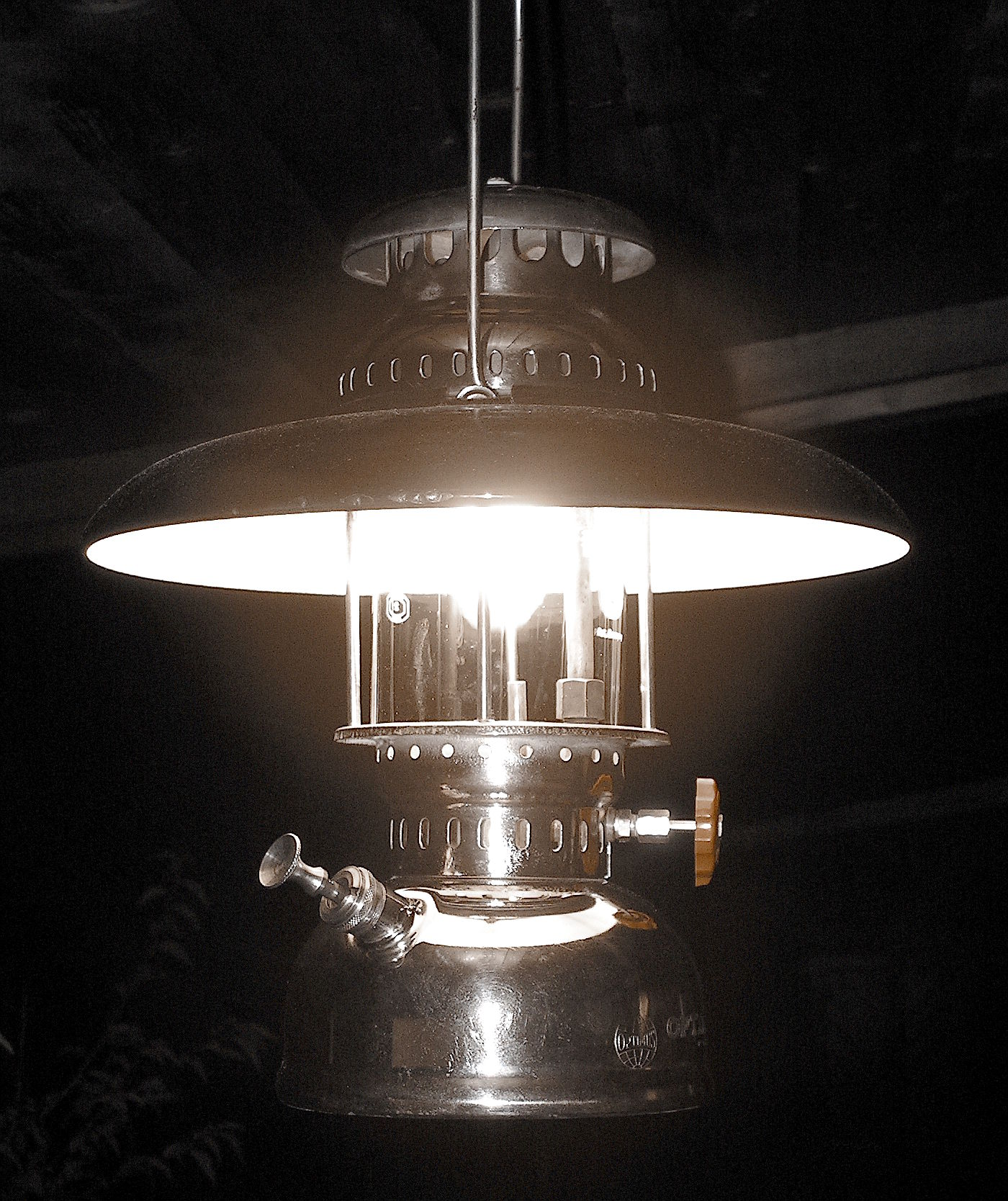
Fotogenlampa med glödstrumpa och tryck. Optimus 200P.

Fotogenlampa är en belysningsarmatur som drivs av fotogen.

## Historia
Fotogenlampan som konstruktion tillskrivs antingen den polske kemisten och farmaceuten Ignacy Łukasiewicz år 1854 eller den amerikanske kemiprofessorn Benjamin Silliman år 1855. Till Sverige kom de första fotogenlamporna i början av 1860-talet, men det dröjde till slutet av nordamerikanska inbördeskriget innan försäljningen började ta fart.
Fotogenlampor var den vanligaste typen av lampa från slutet av 1800-talet och en bit in på 1900-talet, då elektriskt ljus blev allmänt förekommande.
De fotogenlampor som utgjorde allmänbelysningen i mindre bostäder var vanligen placerade hängande från taket över matbordet. Denna typ hade en fotogenbehållare (oljehus) i glas eller metallplåt. Brännarna för fotogenlampor är oftast av mässing, vilka skruvas fast på oljehuset. De vanligaste brännarna var så kallade rundbrännare, som använde sig av en platt veke som formades till en cirkelbåge i brännaren. Vekens nedre del nådde bränslet och sög upp. Blev veken med tiden för kort måste den bytas ut. Vekens höjd och därmed ljusstyrkan kunde justeras med en skruv på brännaren. Ovanpå brännaren placerades ett brännarrör av glas (lysrör; ej att förväxla med dagens elektriska lysrör), som både styrde tillförseln av luft för effektivare låga, samt skyddade mot drag. Brännarrören tillverkades i olika storlek, anpassade till olika ljusstyrka hos fotogenlampan. Diametern på rören angavs i det gamla måttet verklinjer.
Ännu på 2000-talet tillverkas fotogenlampor jämte tillhörande brännarrör för användning i något oelektrifierat fritidshus, eller som trevnadsbelysning. Storleken på nytillverkade brännarrör anges alltjämt i verklinjer, trots att det var över hundra år sedan metersystemet (SI) antagits i Sverige som lagligt mått. 
Lampan hölls vanligen upp med metallbyglar som var fästade i bränslebehållaren i en båge upp ovanför lampan. I metallbyglarna satt en skärm som reflekterade ljuset. På enklare lampor var skärmen av metall, på dyrare lampor av opakt vitt eller färgat glas. En ofta elegantare typ var bordslampan med en ofta utsmyckad bränslebehållare på fot och var i glas, metall eller keramik. Skärmen var vanligen av vitt eller färgat glas och bars upp av metalbyglar fästade i hållaren. Det fanns även fotogenlampor avsedda att fästas på väggen, som lampetter, och bärbara fotogenlampor. En bärbar fotogenlampa kan kallas fotogenlykta.
De olika typerna av fotogenlampsbrännare har ofta fått typbeteckningar efter de vanligaste varumärkena för sådana, exempelvis "Kosmos", "Matador" och "Odin".

## Varianter
Stjärnbrännare/Sparbrännare - Den enklaste typen, med snörveke. Brännarglaset är oftast lätt kup- eller tulpanformat. Denna typ av brännare ger inte mer ljus än ett par stearinljus, men räcker för att ge ledljus nattetid och kräver relativt lite bränsle. Idag är de vanliga som mysbelysning.
Flatbrännare - Rak platt veke. Vanlig i stormlyktor och enklare lampor. Kupigt brännarglas, så kallat Wienerglas.
Kosmosbrännare - Bred platt veke som formas till en cirkel i en tub. Brännarglaset är rakt och avsmalnar tvärt strax ovanför veken. Mycket populär brännare, som ger bra ljus tack vare den välriktade lufttillförseln och minimalt med lukt.
Matadorbrännare - Principen liknar kosmosbrännaren, men har en rund metallskiva ovanför lågan, en så kallad lågspridare, och ofta mer avancerad lufttillförsel. Matadorbrännare har även en speciell kuggstångsanordning för höjning och sänkning av veken (vekhiss), eftersom brännare med lågspridare är känsligare för ojämnheter hos veken. Brännarglaset är rakt, men har en utbuktning vid höjden för lågan, anpassat för lågans form och luftdraget. Denna typ av brännare ger mer ljus än kosmosbrännare, men drar också mer bränsle.
Odinbrännare - En enklare variant av brännare med lågspridare, utan vekhiss. Samma typ av brännarglas som för matadorbrännare.
Lampor med glödstrumpa - Det finns även fotogenlampor med glödstrumpa. En typ har brännare med veke och avancerad luftgenomströmning, och en annan arbetar med uppumpat tryck och förgasare. Dessa lampor ger ett starkt vitt ljus, motsvarande 50W - 500W glödlampor beroende på modell. Det finns även en del äldre glödstrumpelampor är anpassade för sprit eller ren oljefri bensin.
Idag används fotogenlampor som stämningsgivare och på platser där det inte finns elektricitet, som i utvecklingsländer, på mindre båtar och i fritidshus. Fotogenlampor kan också komma till pass vid strömavbrott. Fotogenlampor drivs idag ofta med andra bränslen än fotogen, till exempel paraffinbaserad lampolja.

## Fotogenlykta

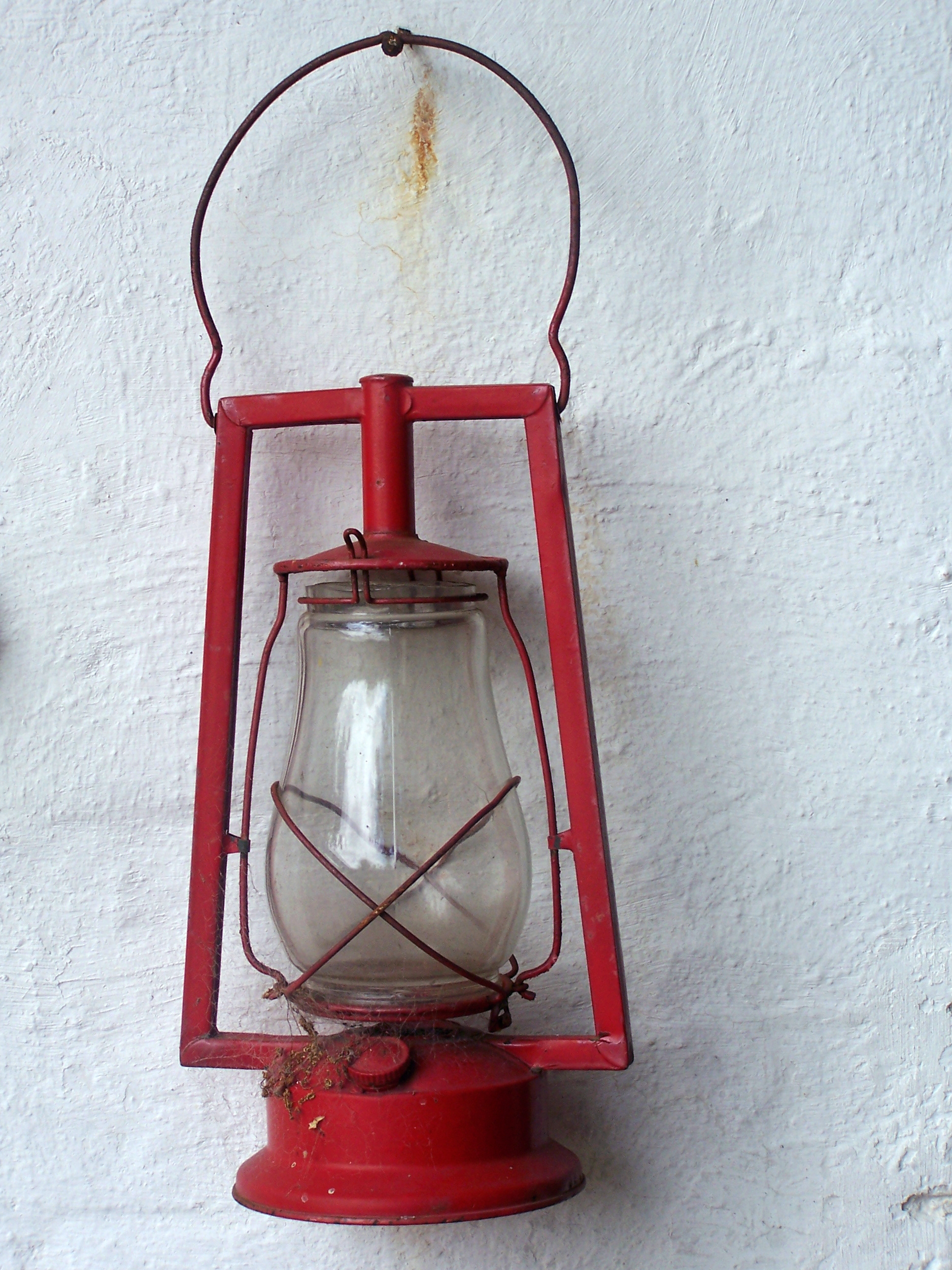
Äldre fotogenlykta

En fotogenlykta är en bärbar fotogenlampa. Den är oftast tillverkad med bränslebehållare, hållare för veken och upphängning av tunn metallplåt. Hållaren för veken går ibland att skruva av, men det är för det mesta inte nödvändigt då det oftast finns en särskild mynning för påfyllning av bränsle. Vekens höjd och därmed ljusstyrkan justeras med en liten skruv på hållaren på samma sätt som en vanlig fotogenlampa. Lampglaset på en fotogenlykta har oftast en rundad form och kan vara skyddat mot slag av någon form av bygel eller galler som också håller glaset på plats.
En fotogenlykta är konstruerad för att stå på ett plant underlag eller att hänga relativt stilla. Om man lägger en fotogenlykta ned kan bränslet rinna ut genom hållaren och om lyktan då är tänd finns det risk för eldsvåda. Vissa fotogenlyktor har en max-markering på bränslebehållaren. Överskrides den ökar risten för att bränsle ska läcka ut om lyktan lutas.
Fotogenlyktor används på platser där man inte har tillgång till elektricitet; i utvecklingsländer, fritidshus, ombord på mindre båtar, vid camping och friluftsliv och som reservbelysning vid strömavbrott. Vanligt bränsle är lampolja.

## Tillverkning
De flesta fotogenlampor är konstruerade efter ett standardiserat måttsystem som varit i bruk sedan slutet av 1800-talet, vilket gör det relativt enkelt att få tag i reservdelar även till äldre lampor. Måttsystemet som används för vekar är verklinjer, som hör till det gamla fotmåttet (1 fot = 12 tum = 144 linjer).